# Кызылту (Туркестанская область)
Кызылту (каз. Қызылту) — село в Жетысайском районе Туркестанской области Казахстана. Входит в состав Кызылкумского сельского округа. Находится примерно в 12 км к юго-востоку от районного центра, города Жетысай. Код КАТО — 514471680.

## Население
В 1999 году население села составляло 389 человек (190 мужчин и 199 женщин). По данным переписи 2009 года, в селе проживало 438 человек (209 мужчин и 229 женщин).